# Seznam ministrů paliv a energetiky Československa
Toto je seznam ministrů paliv a energetiky Československa, který obsahuje chronologický přehled všech členů vlád Československa působících v tomto úřadu (včetně ministrů zasedajících v těchto vládách pod odvozenými oficiálními názvy rezortu, jako ministr paliv).

## Ministři paliv a energetiky poválečného Československa
| # | Jméno          | Fotografie | Strana | Vláda                                                   | Funkční období                     | Poznámky |
| - | -------------- | ---------- | ------ | ------------------------------------------------------- | ---------------------------------- | --- |
| 1 | Václav Pokorný |            | KSČ    | vláda A. Zápotockého a V. Širokého                      | 8. září 1951 – 14. září 1953       | Ministr paliv, od ledna 1953 ministr paliv a energetiky |
| 2 | Josef Jonáš    |            | KSČ    | vláda A. Zápotockého a V. Širokého 2. vláda V. Širokého | 14. září 1953 – 11. července 1960  | Ministr paliv a energetiky, od 30. května 1955 ministr paliv (zároveň zřízen samostatný rezort ministra energetiky, později ministra energetiky a vodního hospodářství) |
| 3 | Oldřich Černík |            | KSČ    | 3. vláda V. Širokého                                    | 11. července 1960 – 20. září 1963  | Ministr paliv a energetiky, od 5. ledna 1963 ministr paliv |
| 4 | Josef Odvárka  |            | KSČ    | vláda J. Lenárta                                        | 20. září 1963 – 10. listopadu 1965 | Ministr paliv, pak rezort zrušen |

## Federální ministři paliv a energetiky Československa
| # | Jméno                 | Fotografie | Strana | Vláda | Funkční období                     | Poznámky                   |
| - | --------------------- | ---------- | ------ | --- | ---------------------------------- | -------------------------- |
| 1 | Jaromír Matušek       |            | KSČ    | 1. vláda L. Štrougala 2. vláda L. Štrougala                                                                   | 1. ledna 1971 – 26. září 1974      | Ministr paliv a energetiky |
| 2 | Vlastimil Ehrenberger |            | KSČ    | 2. vláda L. Štrougala 3. vláda L. Štrougala 4. vláda L. Štrougala 5. vláda L. Štrougala 6. vláda L. Štrougala | 2. prosince 1974 – 11. října 1988  | Ministr paliv a energetiky |
| 3 | Antonín Krumnikl      |            | KSČ    | vláda L. Adamce                                                                                               | 11. října 1988 – 10. prosince 1989 | Ministr paliv a energetiky |
| 4 | František Pinc        |            | KSČ    | 1. vláda M. Čalfy                                                                                             | 10. prosince 1989 – 13. února 1990 | Ministr paliv a energetiky |
| 5 | Jaroslav Sůva         |            |        | 1. vláda M. Čalfy                                                                                             | 13. února 1990 – 27. června 1990   | Ministr paliv a energetiky |